# Verkeer en vervoer in Vught

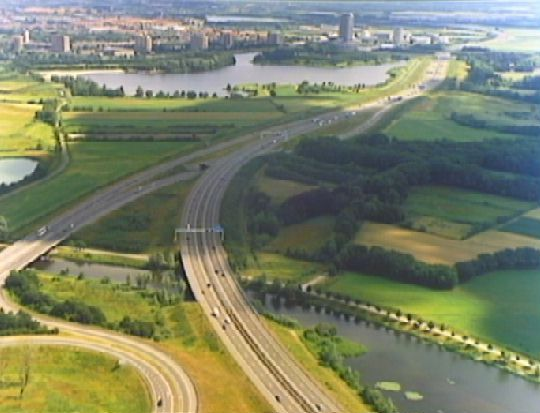
Knooppunt Vught anno 2000 (bron:https://web.archive.org/web/20120726182346/http://www.beeldbankvenw.nl/)

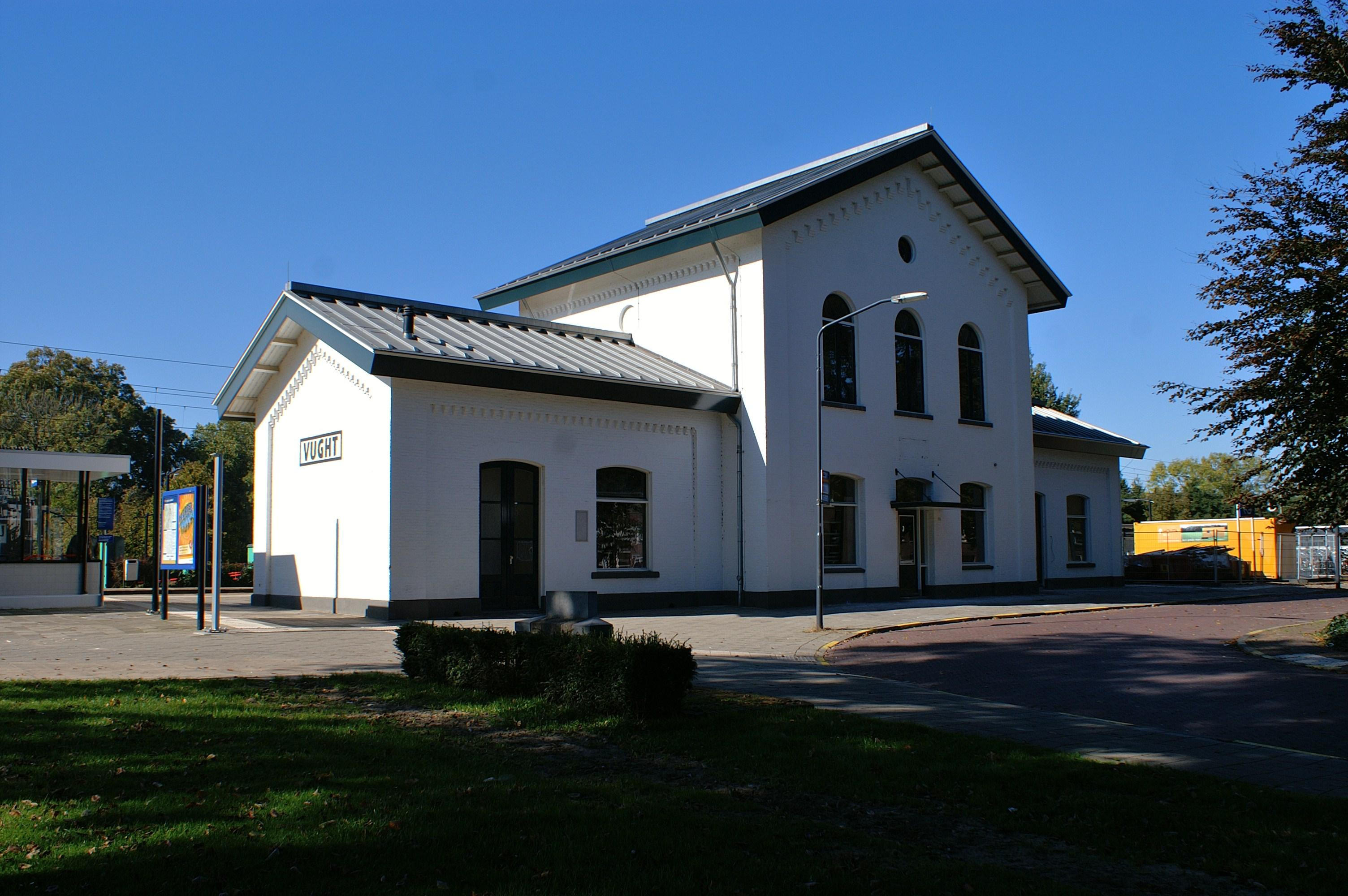
Station Vught aan de zijde van de Stationsstraat

Vught ligt in de regio 's-Hertogenbosch. De gemeente Vught ligt aan een aantal hoofdverkeersaders en is bereikbaar met auto (via de rijkswegen 2 en 65), trein en bus. Er is ook een randweg van de A59 via 's-Hertogenbosch naar Vught.

## Auto

### Rijksweg 65
Rijksweg 65 verbindt Vught met Tilburg. Deze 80 kilometerweg heeft in de volksmond de reputatie van "dodenweg". In de bebouwde kom van Vught is de snelheid 70 km/h. Voor de N65 zijn plannen om deze in combinatie met het spoor tussen 's-Hertogenbosch en Eindhoven aan te passen.

### Rijksweg 2
De A2 is een belangrijke verkeersader voor de gemeente Vught. Bij knooppunt Vught splitst de weg zich in de tweeën. Het westelijke deel van de weg gaat verder als de A65. De afslag Vught van de A2 is in een tunnelbak gelegd, wat de eerste tunnelbak was in het traject tussen 's-Hertogenbosch en Eindhoven.
Voordat de A2 een volledige autosnelweg was, had de weg in Vught een kruispunt met de Glorieuxlaan. Hier "regelde" psychiatrisch patiënt Piet Schuurmans jarenlang het verkeer.

## Trein
Tot 1938 had Vught drie spoorwegstations. De stations, Vught-IJzeren Man en Vught-Zuid-Oost gelegen aan de spoorlijn Tilburg - Nijmegen zijn op 15 mei 1938 gesloten. Het derde station, Vught, is open gebleven en ligt aan de spoorlijn 's-Hertogenbosch - Eindhoven.
In het kader van het Programma Hoogfrequent Spoor wordt tussen Vught en ‘s-Hertogenbosch een vierde spoor aangelegd, met een vrije kruising van de sporen naar Tilburg met de sporen naar Eindhoven. Ook wordt de spoorlijn naar Eindhoven tussen de Loonsebaan en de Wolfskamerweg verdiept aangelegd. Hierdoor verdwijnen in Vught vijf spoorwegovergangen.

## Bus
In de gemeente Vught rijden verschillende buslijnen. De stadsdienst werd van 1934 tot 1 januari 2007 verzorgd door BBA. Tussen 1 januari 2007 en 13 december 2014 reed Veolia de stads- en streekdiensten in Vught. Sinds 14 december 2014 is Arriva verantwoordelijk voor het openbaar vervoer in Oost-Brabant.

### Lijnen
| Lijn                         | Route | Bijzonderheden                    |
| Stadsdienst 's-Hertogenbosch | Stadsdienst 's-Hertogenbosch | Stadsdienst 's-Hertogenbosch      |
| ---------------------------- | --- | --------------------------------- |
| 8                            | Vught Vijverhof - Vught Schoonveld - Vught Centrum - Jeroen Bosch Ziekenhuis - Koningsweg - Station - Binnenstad - De Vliert - De Buitenpepers - De Rompert - De Donk - Maasdal - Lokeren - Maasstroom - De Staatsliedenbuurt - Maasvallei - Maasoever         |                                   |
| 9                            | Vught De Vughtse Hoeven - Vught De Baarzen - Vught Centrum - Jeroen Bosch Ziekenhuis - Koningsweg - Station - Binnenstad - De Vliert - De Buitenpepers - De Rompert - De Donk - Maasdal - Lokeren - Maasstroom - De Staatsliedenbuurt - Maasvallei - Maasoever |                                   |
| Streekdienst                 | |                                   |
| 140                          | 's-Hertogenbosch - Vught - Helvoirt - Haaren - Oisterwijk - Berkel-Enschot - Tilburg |                                   |
| Buurtbus                     | |                                   |
| 203                          | 's-Hertogenbosch - Vught - Esch - Boxtel - Liempde | Rijdt niet 's avonds en op zondag |
| 207                          | Cromvoirt - Vught - 's-Hertogenbosch | Rijdt niet 's avonds en op zondag |

Een aantal streeklijnen, zoals de lijnen 153 ('s-Hertogenbosch-Eindhoven) en 154 ('s-Hertogenbosch-Liempde) en stadslijn 51 naar Vught-Lunetten zijn in 1999, 2003 en 2004 verdwenen uit de dienstregeling van de BBA.

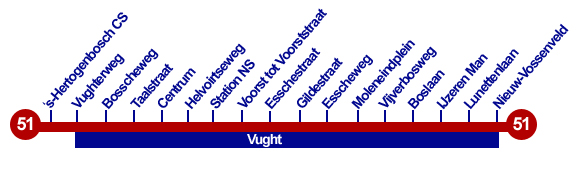
Route stadslijn 51, opgeheven in 1999
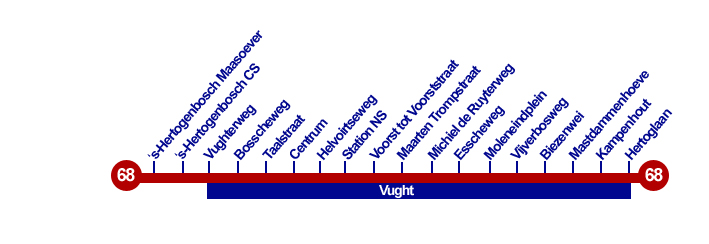
Route stadslijn 68 vanaf 14 december 2014 lijn 8
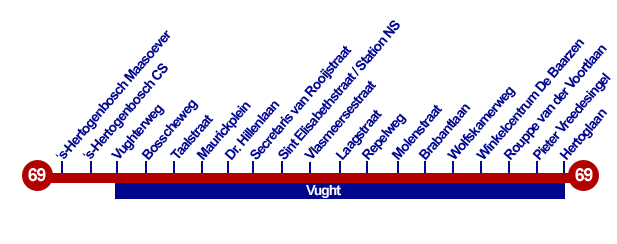
Route stadslijn 69 vanaf 14 december 2014 lijn 9
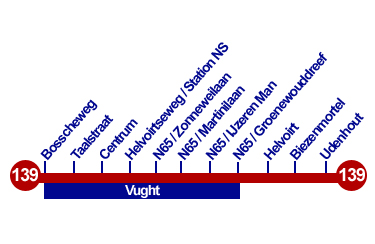
Route streeklijn 139, opgeheven
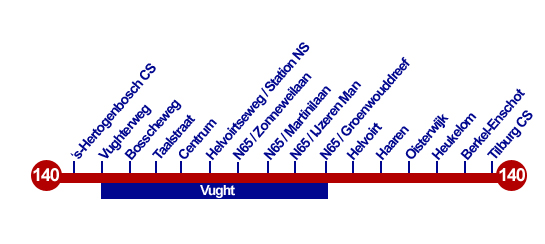
Route streeklijn 140
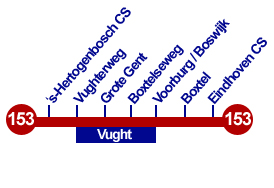
Route snellijn 153, opgeheven in 2003
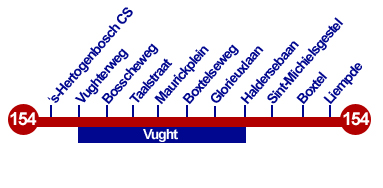
Route streeklijn 154, opgeheven in 2004
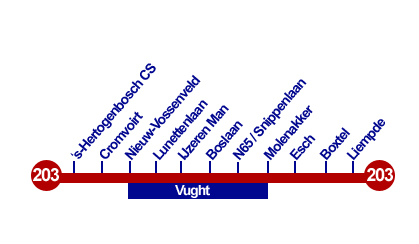
Route buurtlijn 203